# Åke Jävel

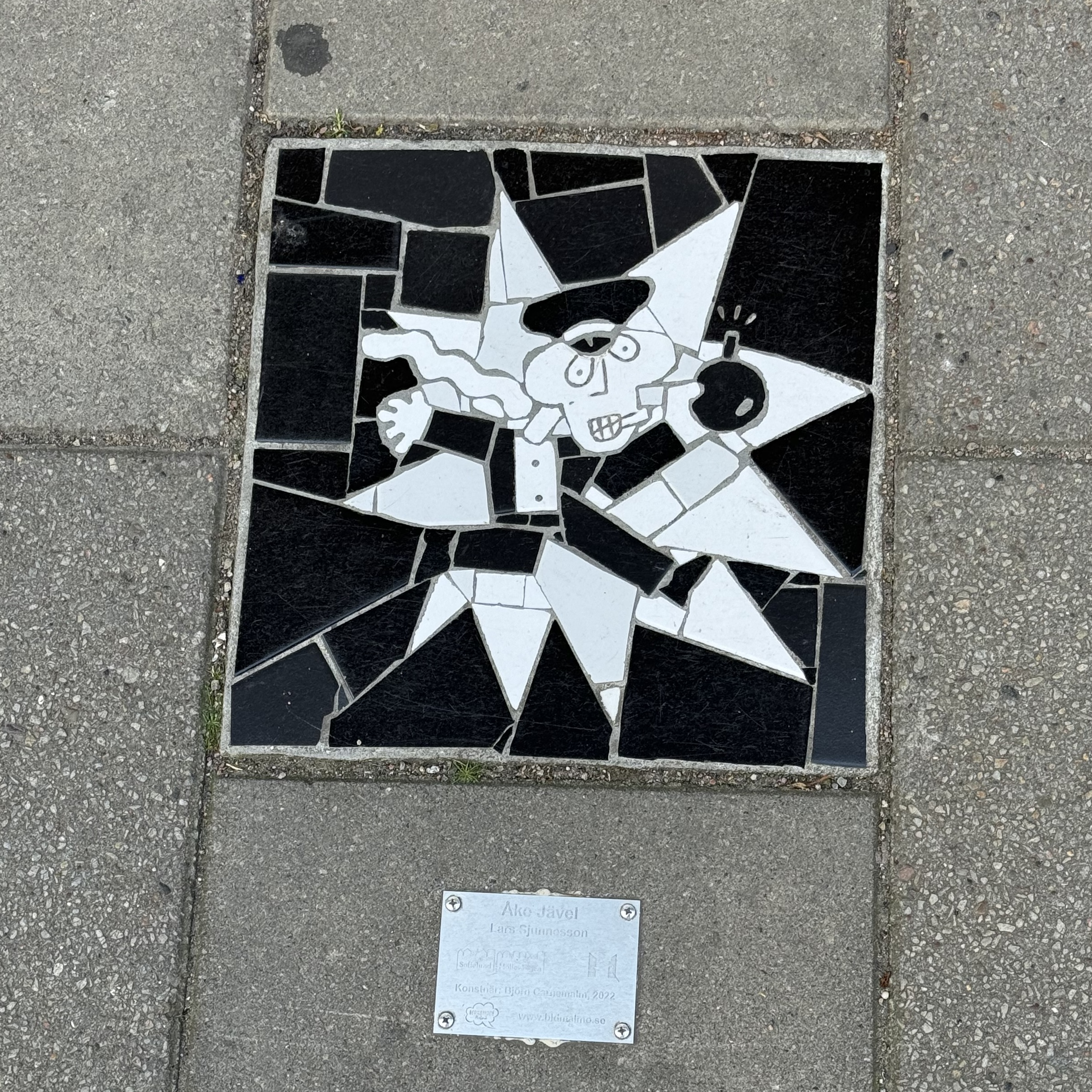
Mosaik av Åke Jävel i Malmö

Åke Jävel är en seriefigur skapad av Lars Sjunnesson och som ursprungligen lanserades i tidningen Galago 1984. Åke Jävel har sedan dess publicerats i flera tidningsserier och seriealbum. Åke själv är en respektlös anarkist som kastar bomber, sparkar sönder föremål och tycks utmana rådande samhällsvärderingar av rent egoistiska skäl, vanligtvis med fula ord strömmande ur munnen.
Den första boken, "Åke Jävel - århundradets hjälte", utkom 1990 på Tago förlag.
Den andra boken, "Åke Jävel", utkom 2007 på Sanatorium förlag.
En tredje bok, "Möte med monsunen - 5 äventyr med Åke Jävel", utkom 2010 på Sanatorium förlag.
 Artikeln var, i den version den hade den 20 maj 2006, helt eller delvis hämtad från Seriewikin (hos Seriefrämjandet): Åke Jävel